# 渡部史絵
渡部 史絵（わたなべ しえ、本名・渡邉史絵、12月6日 - ）は日本の鉄道ジャーナリスト。過去には、グラビアモデルやタレント(芸名・史絵)、女優(芸名・史絵.)などをしていた。埼玉県出身。

## 略歴
幼少の頃から、鉄道好きな祖父の影響で鉄道に興味を持ち、グラビアアイドルとして活動していたが、やがて鉄道関連のビデオ映画にも「鉄道女優」と称して出演するようになる。その後、活動の場を鉄道社局などのイベントへと移行し、グラビア関係は卒業していった。この頃から、鉄道の魅力や重要性(特にローカル線と路面電車)を広く一般の人にも伝えていきたいと、女性では珍しい鉄道ジャーナリストへと転身。

## 人物像
- 鉄道ファンであり、路面電車を中心に広く鉄道一般に精通。元々はグラビアアイドルだったが、現在は鉄道ジャーナリストとして活動している。
- 東武博物館元名誉館長・花上嘉成を師匠のように尊敬し、2011～2017年まで「東武ファンフェスタ」で花上とトークライブを行っていた。
- 2024年8月1日には、政界一の鉄道愛好家である石破茂代議士(後の第102・103代内閣総理大臣)と鉄道談義をするため、衆議院議員会館を単独で訪れている。

## 執筆作品
【単著】
- 『進化する路面電車』,交通新聞社,2010年6月
- 『路面電車の謎と不思議』,東京堂出版,2013年3月
- 『鉄道のナゾ謎９９』,ネコ・パブリッシング,2013年4月
- 『鉄道のナゾ謎100』,ネコ・パブリッシング,2013年8月
- 『思い出の昭和50年代国鉄特急』,ネコ・パブリッシング,2013年12月
- 『譲渡された鉄道車両』,東京堂出版,2015年1月
- 『首都東京 地下鉄の秘密を探る』,交通新聞社,2015年12月
- 『鉄道なぜなにブック(児童書)』,交通新聞社,2016年3月
- 『電車の進歩細見』,交通新聞社,2016年10月
- 『関東私鉄 デラックス列車ストーリー』,交通新聞社,2018年3月
- 『写真で振り返るJRダイヤ改正史』,飛鳥出版,2018年7月
- 『東京メトロ 知られざる超絶！世界』,河出書房新社,2019年7月
- 『鉄道ダイヤ改正2020』,飛鳥出版,2020年3月
- 『地下鉄の駅はものすごい』,平凡社,2020年5月
- 『誰も書けなかった東武鉄道』,河出書房新社,2021年5月
- 『東京の鉄道の謎を探る 歴史と文化とミステリー！』,天夢人,2022年11月
- 『鉄道なんでも日本初！』,天夢人,2023年2月
- 『鉄道趣味の基礎知識』,天夢人,2023年3月
- 『鉄道写真ここで撮ってもいいですか』,オーム社,2023年7月
- 『地下鉄の魅力大研究』,天夢人,2023年10月

【連載中】
- 『鉄道ファン』2016年8月号から連載中。
- 『SUBWAY NEWS LETTER7』コラム「鉄道古今物語」 2013年から連載中。

【既連載】
- 「新幹線パーフェクトガイド（JTBの交通ムック）』」2010年10月14日発売分〜（JTBパブリッシング）
- 「月刊『ひととき』」2010年11月20日発売分〜（ウェッジ）
- 『一個人』「いちトラム」（KKベストセラーズ）
- 「鉄道ジャーナリスト史絵.鉄道特集ページ』」2012年1月13日発売分〜（近畿日本ツーリスト）
- 「☆鉄道ジャーナリスト 史絵．の鉄道ミュージアム発　楽しい鉄道三昧の旅☆』」2012年2月2日発売分〜（交通新聞社）
- 「鉄道ファン」誌2012年5月号(交友社)
- 『鉄道ファン』2013年11月号（交友社）「ニュートラムLRTとLRVについて」
- 『鉄道ファン』（交友社）「ようこそAGTへ　新交通システムのすべて」（2014年5月号 - 2015年8月号　第12回目　一年以上の連載）
- 『鉄道ジャーナル』（鉄道ジャーナル社）「行って・観て・触れたい鉄道旅」（2015年2月号（2014年12月21日発売号～2015年9月号第８回）
- 『毎日新聞』紙面にて長期連載。【渡部史絵の乗ってみなくちゃ！】毎日新聞社・大阪本社（2015年より連載）

## 執筆作品（その他）
- 「北海道新聞」2009年9月26日発売（北海道新聞夕刊フムフム） 　※鉄道ジャーナリストとしての事実上最初の活動。
- 「鉄道おもちゃ」2009年10月21日発売（ネコ・パブリッシング）
- 「旅の手帖」2009年12月号/2009年11月10日発売（交通新聞社）
- 「鉄道ダイヤ情報」2009年12月号/2009年11月14日発売（交通新聞社）
- 「鉄道ダイヤ情報」2010年04月号/2010年3月15日発売（交通新聞社）
- 「阿房列車　2号」2010年2月28日発売（小学館） - 誌面協力。
- 「レールウェイマップル・鉄道地図帳」全7巻」2010年3月18日発売（昭文社） - 監修補助、リサーチ。
- 「鉄道時間」2010年4月号」2010年3月20日発売（イカロス出版）
- 「週刊SPA! 4/6号」2010年4月6日発売（扶桑社）
- 「JR東日本【決定版】鉄道地図帳Vol.7高崎・長野支社管内編」2010年6月18日発売（学研パブリッシング）
- 「あだち百景」夏号2010年7月15日発売（トータルプランニングスズキ）
- 「『FRIDAY』フライデー」2010年7月30日発売（講談社） - 誌面コメント
- 「JR東日本【決定版】鉄道地図帳Vol.9新潟支社管内編」2010年8月18日発売（学研パブリッシング）
- 「東北・山形・秋田新幹線パーフェクトガイド（JTBの交通ムック）」2010年12月9日発売（JTB)
- 「人気列車で行こう」2011年3月17日発売（小学館）
- 「鉄道ピクトリアル8月号臨時増刊号」2011年7月15日発売（電気車研究会）
- 「鉄道ダイヤ情報」2011年11月号/2011年10月15日発売（交通新聞社）
- 「交通新聞」2012年3月1日号(交通新聞社)
- 『東京メトロだいすき』2012年4月11日発売（ネコ・パブリッシング）
- 『一個人』2012年8月号（KKベストセラーズ)
- 「神奈川新聞」2012年9月1日刊(神奈川新聞社)
- 『ELダイヤ情報21』2012年10月6日発売(トラベルムック・交通新聞社)
- 『DCダイヤ情報21』2013年1月31日発売(トラベルムック・交通新聞社)
- 『鉄道ダイヤ情報』2013年11月号（交通新聞社）
- 『熱闘鉄道模型』2013年11月5日発売（ネコ・パブリッシング）
- 『鉄道ダイヤ情報』2014年1月号/2013年12月14日発売（交通新聞社）
- 『Rail Magazine (レイル・マガジン) 』2014年2月号(No.365)　/2013年12月21日発売
- 『週刊大衆』2014年　3/3号（双葉社）発行の週刊誌。巻頭特集「ユニーク駅舎特集」
- 『鉄道ダイヤ情報』2014年6月号　5月15日発売（交通新聞社）巻頭特集
- 『鉄道ダイヤ情報』2014年7月号　6月15日発売（交通新聞社）巻頭特集
- 『小型全国時刻表』（交通新聞社）　2014年6月20日発売号
- 「国産鉄道コレクション」11号　7月2日(水)発売号
- 「国産鉄道コレクション」12号　7月16日(水)発売号
- 『鉄道ダイヤ情報』2014年8月号　　7月15日発売（交通新聞社）
- 『鉄道ジャーナル』2014年9月号　7月19日発売（鉄道ジャーナル社）
- 『鉄道ジャーナル』2014年11月号（通巻577）9月20日発売（鉄道ジャーナル社）特集：鉄道をデザイン
- 『旅行読売』（旅行読売出版社）「トワイライトエクスプレス」に関するコラム
- 『東武鉄道の世界』（交通新聞社）ムック本　～愛される万能電車8000系と仲間たち～　を執筆
- 『ジパング倶楽部』会報誌　2015年4月号　巻頭特集
- 『鉄道のビジネス学』　2015年6月15日発売（宝島社）ムック本
- 『JTB時刻表8月号』2015年7月18日発売（JTBパブリッシング）
- 『特別席で列車旅』トラベルMOOKジパング倶楽部 2015年9月28日発売（交通新聞社）
- 『女性自身』（光文社）2015年10月6日発売
- 『週刊SPA!』（扶桑社）2016年1月5日発売
- 『リベラルタイム』３月号(リベラルタイム出版社)寄稿（2016年2月3日発売）
- 『RM MODELS』2016年5月号別冊付録『熱闘 鉄道模型～シュツットガルトへの道～』（ネコ・パブリッシング）2016年3月19日発売
- 『FLASHスペシャル』（光文社）寄稿 （2016年4月22日発売）
- 『女性セブン』（小学館）ローカル路線の旅特集 ８ページカラー展開 （2016年4月28日発売号）
- 「PRESIDENT WOMAN（プレジデントウーマン）」2016年6月号寄稿　ウーマン・ニュース
- 『GLOW』(宝島社)8月号特集記事「鉄道の旅が楽しい！」
- 『ＪＴＢ時刻表8月号』（JTBパブリッシング）巻頭カラーページ寄稿
- 『LIVErary.tokyo』（小学館）(2016年10月)
- 『SUUMOジャーナル』コメント執筆(2016年10月)
- 『PRESIDENT WOMAN（プレジデントウーマン）』（ウーマン・ニュース）2016年12月
- 『学燈』（丸善雄松堂）寄稿（2016年12月6日発売）
- 『2030年 日本の鉄道未来予想図』（洋泉社）(2017年2月16日発売)
- 『ゆうゆう』（主婦の友社）（2017年4月1日発売）
- 『サンデー毎日』（毎日新聞出版）5月7～14日のGW合併号 （2017年4月25日）
- 『日刊ゲンダイ』(夕刊)GW特集号 観光列車ベスト10の紹介（2017年5月2～4日発売）
- 『毎日新聞』夕刊(全国版)、「特集ワイド」  （2017年5月22日発売）
- 『男の隠れ家』（三栄出版）、「特集・今年もやっぱり青春18きっぷ。」（2017年6月27日発売）

## 出演作品

### レギュラー番組
- TV『史絵塾長の鉄娘養成虎の穴』主演（つくばテレビ） - 2009年4月18日〜10月15日

### 雑誌・新聞関係
- 「レイルマガジン」2007年3月号（ネコ・パブリッシング）
- 「神戸っ子」2007年8月号（神戸っ子出版）
- 「鉄道ファン」2007年8月号（交友社）
- 「N.（エヌ）」2007年8月20日発売号（イカロス出版）
- 「日経トレンディ」2008年7月号
- 「静岡新聞」2008年6月13日付
- 「都政研究」2008年3月号（東京都） - 都電愛好家として紹介
- 「週刊プレイボーイ」2008年11月10日号（集英社）
- 「鉄道だいすき」2009年3月号（ネコ・パプリッシング）
- 「Pen（ペン）」2009年6月15日号（阪急コミュニケーションズ）
- 「鉄道時間」2009年6月19日発売（イカロス出版）
- 「鉄道おもちゃ」2009年6月20日発売（ネコ・パブリッシング）
- 「鉄道おもちゃ」2009年7月21日発売（ネコ・パブリッシング）
- 「鉄道おもちゃ」2009年9月19日発売（ネコ・パブリッシング）
- 「ヲ乙女図鑑（ヲトメズカン）」2010年9月25日発売（新紀元社）
- 「鉄道ピクトリアル2011年8月号臨時増刊号・路面電車特集」2011年7月15日発売(電気車研究会)
- 「女神からの自由研究」2011年7月20日発売（朝日新聞（朝刊全国版））
- 「るるぶ都電荒川線 日暮里・舎人ライナー 東京さんぽ」2011年7月30日発売　(JTBパブリッシング)
- 「マンスリーと〜ぶ」2012年9月号(東武鉄道)
- 「ますます勝手に関西遺産」2012年11月14日発売(朝日新聞(関西版夕刊))
- 「週刊大衆」2013年5月7日発売(双葉社)

### 講演・イベント等
- 2007年1月　書泉ブックタワーDVD発売記念イベント
- 2007年6月　都電荒川線9000形貸切限定イベント
- 2007年7月　尼崎ホビスタオープニングイベントゲスト参加
- 2007年9月　書泉ブックタワー握手会サイン会
- 2007年12月　都電荒川線クリスマス史絵鉄号電車運転
- 2008年2月　書泉グランデDVD発売記念イベント
- 2008年3月　ほくそう春まつり2008　ゲスト参加
- 2008年5月　秩父わくわく鉄道フェスタゲスト参加
- 2008年6月　路面電車の日in荒川車庫2008
- 2008年9月　荒川線の日2008
- 2008年10月　鉄道居酒屋「キハ」にてイベント
- 2008年11月　伊豆箱根ふれあいフェスタ2008ゲスト参加
- 2008年12月　都電荒川線クリスマス史絵鉄号2008電車運転
- 2009年2月　都電荒川線9002号車撮影会
- 2009年3月　ほくそう春まつり2009　司会
- 2009年6月　路面電車の日in荒川線2009
- 2009年9月　荒川線の日2009
- 2010年3月　ほくそう春まつり2010　司会
- 2010年6月　路面電車の日in荒川線2010 阪堺電気軌道との共同PRのためのセレモニー司会
- 2010年9月　LRTの導入による都市の再生を交流会司会（人と環境にやさしい交通をめざす協議会）司会
- 2010年9月　LRTの導入による都市の再生を考えるフォーラム（人と環境にやさしい交通をめざす協議会）司会
- 2010年10月　荒川線の日2010
- 2010年11月　岡山大学にて開催された第5回「人と環境にやさしい交通をめざす全国大会」司会、パネリスト
- 2011年6月　路面電車の日in荒川線2011　司会
- 2011年11月　LRT都市サミット富山2011パネラー・司会者として参加
- 2011年11月　静岡市公共交通シンポジウム　パネラーとして参加。
- 2011年11月　第25回「タンコロまつり」　江ノ島電鉄女性駅長の制服姿で、名誉駅長としてイベントに出演。現職の江ノ電社員『らっち』とのトークライブの開催と、「史絵.ブースby書泉グランデ」での著書などの書籍の直接手渡し販売など。
- 2011年12月　「2011 東武ファンフェスタ」東武鉄道女性鉄道員の制服姿でイベントにゲスト参加。花上とのトーク開催。
- 2011年12月　江ノ電「クリスマスワイン電車」の司会進行役として乗車出演。現職の江ノ電社員『らっち』とともにビンゴ大会を進行。
- 2012年2月　カメラと映像の祭典「CP+2012」にて「フジフイルム」と「タムロン」の各ブースにて、それぞれトークショウに出演。ギミック上の妹と競演。またこの「CP+2012」のニコン・ブース「著名人10名の写真作品展」では、鉄道メディア界の著名人として、作品を出展。
- 2012年3月　ほくそう春まつり号の北総区間に特別車掌として、北総鉄道女性鉄道員の制服姿で乗務し車内放送で、同列車のC-Flyerについて解説など。また、千葉ニュータウン中央駅にて撮影会と、「史絵.ブース」での手渡し販売に出演。
- 2012年6月　路面電車イベント「路面電車の日2012」の東京都交通局荒川電車営業所にて出演、当初、総合司会も担当予定であった[要出典]が、ブースでの書籍等の販売のみの出演となった。
- 2012年6月　埼玉県新座市の招聘により、志木駅前ほっとぷらざ4階多目的ホールにて、男女共同参画週間講演会『私が想う鉄道の魅力』〜女性から見た鉄道ファンとは〜という題目で、約二時間の講演。
- 2012年7月　東京交通短期大学にて特別教養講座として、一般公開で「路面電車とLRT」と題して講演。
- 2012年9月　静岡市公共交通シンポジウム『公共交通が「まち」「生活」を変える』の司会者として出演。
- 2012年9月　東京交通短期大学学園祭特別講演会「池袋駅を通る鉄道の話し」にて講演。
- 2012年9月　『観光を通じた鉄道利用促進等についての検討会』に参加。
- 2012年9月　「西武鉄道トレインフェスティバル2012in横瀬」にて、運転士と、インタビュー形式のトークライブに出演。
- 2012年10月　「荒川線の日2012」に都交職員と共に司会として出演。この回は、都交の女性用冬制服で登場。
- 2012年11月　 「トレイン・カーニバルinTAKASAKI」にてトークライブを単独出演で行なう。
- 2012年11月　「第11回全国路面電車サミット・大阪堺大会」にて、「誰にでも優しい路面電車」と題して講演。
- 2012年11月　「エコモビリティ県民の集い」にて、「鉄道で楽しむエコモビ」と題して講演。
- 2012年12月　「2012 東武ファンフェスタ」駅長の制服姿に昇格して登場。花上とのトークライブ開催。
- 2012年12月 「江ノ電鉄道開通110周年バス開業85周年記念バスツアー」イベントとして嵐電貸切車内にて、制服姿の京福電気鉄道部長とトークライブを行う。四条大宮⇔嵐山の往復車内でトークライブをした。
- 2013年2月　「鉄道の延伸でまちを変えよう」メイン講師
- 2013年3月　単著『路面電車の謎と不思議』刊行を記念して、東京・秋葉原にある「書泉ブックタワー」にて、書籍購入者らと刊行記念トークショウを行う。
- 2013年3月　「クルマに頼り過ぎない社会づくり」司会進行役として出演。
- 2013年6月　 「野田線新型車両60000系デビューツアー」にて七光台検車支区で、花上のトークショウに出演。併せて、花上とともに記念列車にも同乗。
- 2013年6月　　東京交通短期大学の特別教養講座で「鉄道の職場〜その憧れと現実」と題して、取材により得た現場係員の生の声を題材に講演。
- 2013年12月　「2013 東武ファンフェスタ」花上とのトークライブ。
- 2014年7月　　東京交通短期大学の特別教養講座で「ローカル線のススメ」と題して、減りゆく地方のローカル線の活性化や問題点などを題材に講演。
- 2014年10月　　「鉄道の日イベント」で、中部地方の鉄道の利用促進に繋がる内容を講演。
- 2014年12月　「2014 東武ファンフェスタ」花上とのトークライブに出演。
- 2015年11月　　東京交通短期大学の特別教養講座「鉄道業界へのススメ」を講演。
- 2015年12月　「2015 東武ファンフェスタ」花上とのトークライブに出演。前年に引続き、花上の暴走を喰い止めるATSとして、ベルを持参して登場。
- 2016年6月　　東京交通短期大学の特別教養講座で「鉄道復権」を講演。
- 2016年12月　「2016 東武ファンフェスタ」花上とのトークライブに出演。
- 2017年11月　恒例の「東武ファンフェスタ」７年連続で、花上と共に出演。場所を車両基地研修棟に移して開催された。

## 販売関係
（販売が終了しているのも含む）
- 「史絵の鉄道旅オリジナルキーホルダー」オルスタックピクチャーズ
- 「都電荒川線6000型ブリキ模型 史絵Ver.」　東京都交通局
- 「史絵&鉄道車両写真パネル」　ETC.MOVIE（イベント時のみ限定販売）
- 「進化する路面電車」（書籍）交通新聞社　著・史絵.

### DVD・CD関係
- 『鉄道物語3〜非現実的鉄道ドラマ〜』（DVD） - 第3話の舞子役で主演
- 『鉄道物語4〜非現実的鉄道ドラマ〜』 （DVD）- 第1話の舞子役で主演（鉄道物語3の続編）
- 『史絵の鉄道旅〜首都圏総集編〜』（DVD）
- 『鉄道車両形式集1 東京都電7000形・7500形』（DVD） - 案内人・ナレーションで登場
- 『鉄道車両形式集2 岡山電気軌道3000形』（DVD）- 案内人・ナレーションで登場
- 『鉄道車両形式集3 東京地下鉄6000系』（DVD）- 案内人・ナレーションで登場
- 『鉄道車両形式集4 大井川鐵道旧型客車』（DVD）- 案内人・ナレーションで登場（広告、ジャケット文章も執筆）
- 『鉄道車両形式集5 東京急行電鉄6000系』（DVD）- 案内人・ナレーションで登場（広告、ジャケット文章も執筆）
- 『鉄道車両形式集6 旧国鉄形気動車-ひたちなか海浜鉄道-』（DVD）- 案内人・ナレーションで登場（写真、広告、ジャケット文章も執筆）
- 『鉄道車両形式集7 京成電鉄3700形・3500形』（DVD）- 案内人・ナレーションで登場（写真、広告、ジャケット文章も執筆）
- 『鉄道車両形式集8 江ノ島電鉄1000形』（DVD）- 案内人・ナレーションで登場（写真、広告、ジャケット文章も執筆）
- 『鉄道車両形式集9 西武鉄道2000系』（DVD）- 案内人・ナレーションで登場（写真、広告、ジャケット文章も執筆）
- 『鉄道車両形式集10伊豆急行2100系』(DVD) - 案内人・ナレーションで登場(一部写真、広告、ジャケット文章も執筆)
- 『鉄道車両形式集11富山ライトレールTLR0600形』(DVD) - 案内人・ナレーションで登場(一部写真、広告、ジャケット文章も執筆)
- 『史絵.塾長の鉄娘養成トラの穴　Vol.1　鉄道車両の基礎・乗り鉄編』（DVD）
- 『史絵.塾長の鉄娘養成トラの穴  Vol.2  模型鉄・撮り鉄編』（DVD）
- 『史絵.塾長の鉄娘養成トラの穴  Vol.3  駅鉄・乗り鉄編2』（DVD）
- 『国鉄車内放送集（上野発）』（CD） - ナレーションで出演（ナレーション原稿も校正）